# 第17歩兵師団 (ドイツ国防軍)
第17歩兵師団（17. Infanterie-Division）は、ナチス・ドイツ時代のドイツ陸軍が有した師団。1934年に編成され、第二次世界大戦を通じて1945年1月までドイツ国防軍による主要な作戦のほとんどに参加した。国内で再編成されている最中に敗戦を迎え、連合軍に投降した。戦後、ポーランド当局によって第17歩兵師団は戦争犯罪に加担したと指摘されている。

## 歴史
1934年10月、ニュルンベルクにおいてニュルンベルク軍管区(Wehrgauleitung Nürnberg)として設置された。同管区はまもなく第7砲兵指導部(Artillerieführer VI)に改称されている。これはヴェルサイユ条約による厳しい軍備制限が課せられている中、この組織が規模の小さい将校組織に過ぎないと偽装する為に行われた。1935年、アドルフ・ヒトラーによって再軍備が宣言され、10月には公的にもドイツ軍の名称がドイツ国防軍に改名された。これに合わせて第7砲兵指導部は第17歩兵師団(17. Infanterie-Division)と改名された。
編成の中核となったのは共和国陸軍の第7歩兵師団第21バイエルン歩兵連隊であった。1938年3月、オーストリア併合に関わる任務に参加する。ポーランド侵攻の際にはヨハネス・ブラスコヴィッツ大将率いる第8軍に所属し、また悪名高いライプシュタンダーテ SS アドルフ・ヒトラー連隊(LSSAH)が師団の隷下に配属されている。その後は師団長ヘルベルト・ロッホ将軍の指揮下でウッチ近郊のシレジアにおける激戦に参加した。さらにパビャニツェではポーランド第28歩兵師団及びヴォリニア騎兵旅団の抵抗に遭遇している。戦後、ポーランドはこの戦いにおける第17師団の行動が虐殺に当たるとして非難した。

### 戦争犯罪
戦時中、第17師団の将兵はいくつかの戦争犯罪に関与したとされており、特に1939年のポーランド戦線におけるものが指摘される。KBZPNP委員会（国立慰霊研究所の前身）による戦争犯罪調査では、1939年9月3日から4日に掛けてズロチェフの付近で第17師団の将兵が町のおよそ80%を焼き払い、またおよそ200人のポーランド人及びユダヤ人を殺害したとされている。犠牲者のうち71人のみ、戦後になって身元が判明した。それ以外は地元住民すら身元を把握していなかった戦争難民であった事が確定している。一部の犠牲者は生きたまま焼き殺され、それ以外の遺体も住居と共に燃やされたとされる。戦後、ポーランド当局は特定された71人以外の調査結果も含めた詳細な報告書を西独検察庁に送付した。しかし戦犯としての訴追は最終的に見送られている。理由の1つとして、第17師団の犯罪を証明するであろうLSSAHの戦闘日誌の一部が喪失しており、これを証明出来なかった事があげられる。また西独検察当局は、それがドイツ軍に対して敵対的な住民及びパルチザンに対する戦闘行為であった旨の目撃証言を得ていたと主張した。ただし、ドイツ兵が1歳ないし5歳の子供を小銃で殴り殺した件と負傷した女性を燃えている家に投げ込んだ件については除外され、訴追が認められた。前者は通常の刑事事件として裁かれたが、後者については直接の責任者が発見されなかった為に結局は訴追が見送られた。グルイェツ・ビエルキ近郊の村で、ポーランド軍偵察機が上空を通過した後にポーランド人農民10人が処刑された事案についても同じ理由が用いられ、戦争犯罪とは認められなかった。
戦後行われた個別の事件に関する調査の中で、KBZPNP委員会はウッチ近郊の集落Włyńにおけるポーランド人住民数十名の虐殺について第10および第17師団長の訴追を求めた
。1974年4月22日、西独検察当局はWłyńにおける虐殺に関する全ての訴えを却下した。西独側はこの事件について、殺害された住民全員がドイツ軍の包囲から逃れようとしたパルチザンであった可能性が高く、何ら問題のない行動であったと主張した。同日、これとは別に精神病患者や障害者らの銃殺も第17師団によって行われていたが、西独側はやはり殺害されたのは全てパルチザン容疑者であったと主張した。さらに銃殺されたものの中には近くの街にある精神病院のパジャマを着ているものも多かったが、彼らについては戦争犯罪ではなく一般の犯罪であるとの主張を行なった。

### ポーランド侵攻後
ポーランドに勝利した後、師団はドイツ本国へ帰還した後、第13軍団の一部としてフランス侵攻に参加した。1940年夏には英本土侵攻に向けての訓練を行うも、この作戦は実行されず中止された。1941年、中央軍集団の一部としてバルバロッサ作戦に参加。1941年秋、モスクワの戦いに参加。この戦いで大きく消耗した師団は、1942年6月にフランスへと移動した。1943年4月、再び東部戦線に移動し、ミウス川、ニーコポリ、ウーマニ、キシナウ、ヤシなどで戦う。1944年8月、師団はポーランドに移動し、ヴィスワ川に設営されたソ連軍橋頭堡への攻撃に参加した。以後、1945年1月のヴィスワ＝オーデル攻勢に晒され壊滅するまで、第17師団は戦い続けた。その後、敗残兵を元に再編成が行われ、1945年4月から5月にかけてゲルリッツ周辺で戦った。リーゼンゲビルゲ（Riesengebirge, 現在のクルコノシェにて敗戦を迎えた。